# Helvibis chilensis
Helvibis chilensis är en spindelart som först beskrevs av Eugen von Keyserling 1884.  Helvibis chilensis ingår i släktet Helvibis och familjen klotspindlar. Inga underarter finns listade i Catalogue of Life.